# مسجد أبي بكر (إشقودرة)
مسجد أبي بكر (بالألبانية: Xhamia Ebu Beker)‏ هو مسجد في مدينة إشقودرة التابعة لمقاطعة إشقودرة في ألبانيا.
تم تصميم المسجد من قبل شركة أي آر سي للاستشارات المعمارية وبُني من 1994 إلى 1995 في موقع مسجد فوشو شيلا القديم، الذي دُمِّر خلال الحقبة الشيوعية بتمويل من رجل الأعمال السعودي الشيخ زامل عبد الله الزامل. سمي المسجد على اسم الخليفة الراشدي الأول أبي بكر الصديق. افتتح المسجد في 27 أكتوبر 1995 وتم تجديده في عام 2008.

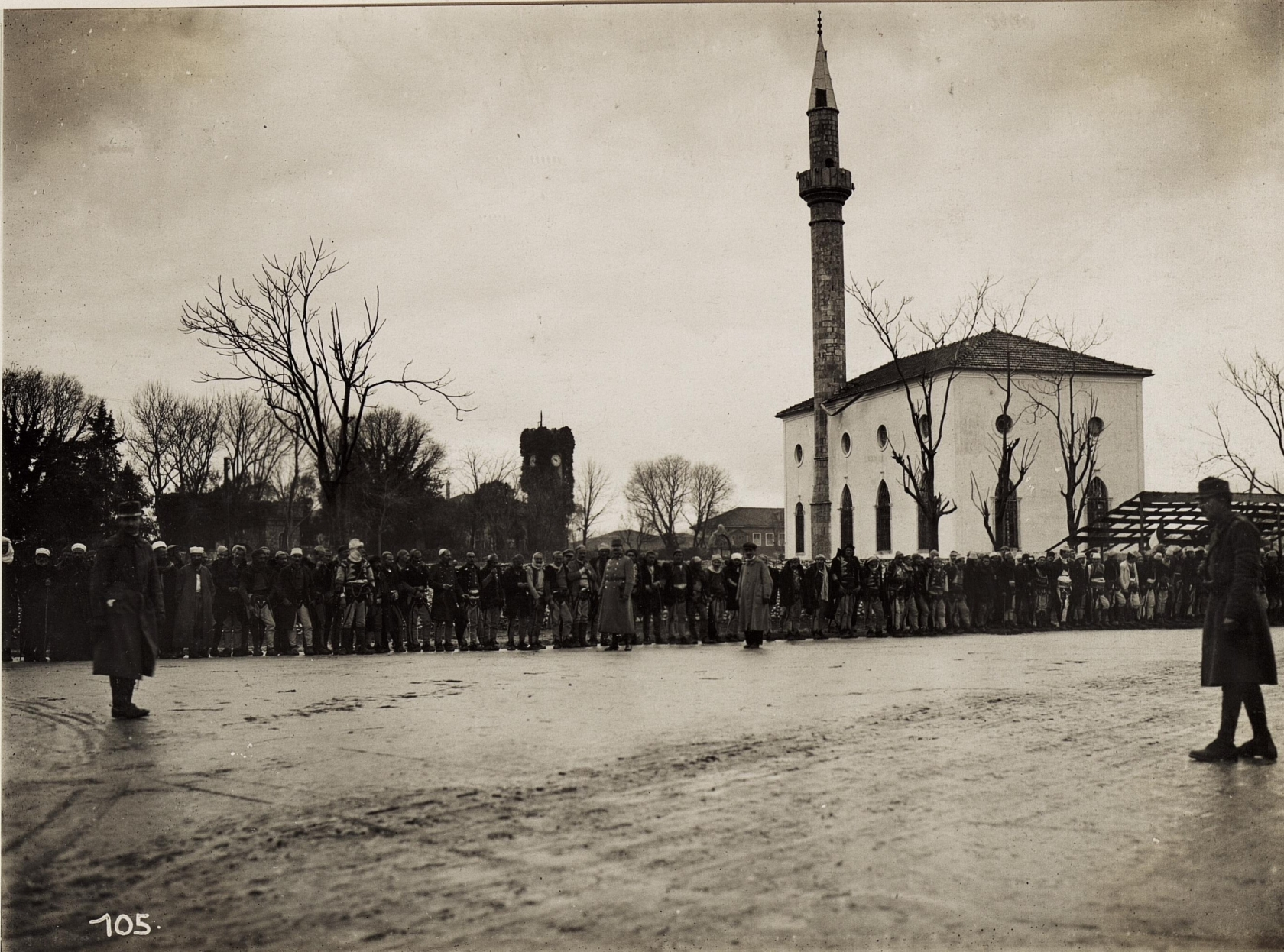
مسجد فوشى شيلا (1917)

يغطي المسجد، الذي يقع اليوم في نهاية ممر من فندق كولوسيو، مساحة 622.72 متر مربع (6,702.9 قدم2) ويمكن أن تستوعب 1300 مصل. طول المئذنة 41.11 متر (134.9 قدم) وتمتد القبة إلى 24 متر (79 قدم). كان لمسجد فوشى شيلا أهمية تاريخية في التعلم العلمي للمدينة وجذب علماء وعلماء دين بارزين. إرث الإمبراطورية العثمانية الذي دمرته جمهورية ألبانيا الاشتراكية الشعبية، كان لها ذات يوم مدرسة خاصة بها.

## معرض الصور

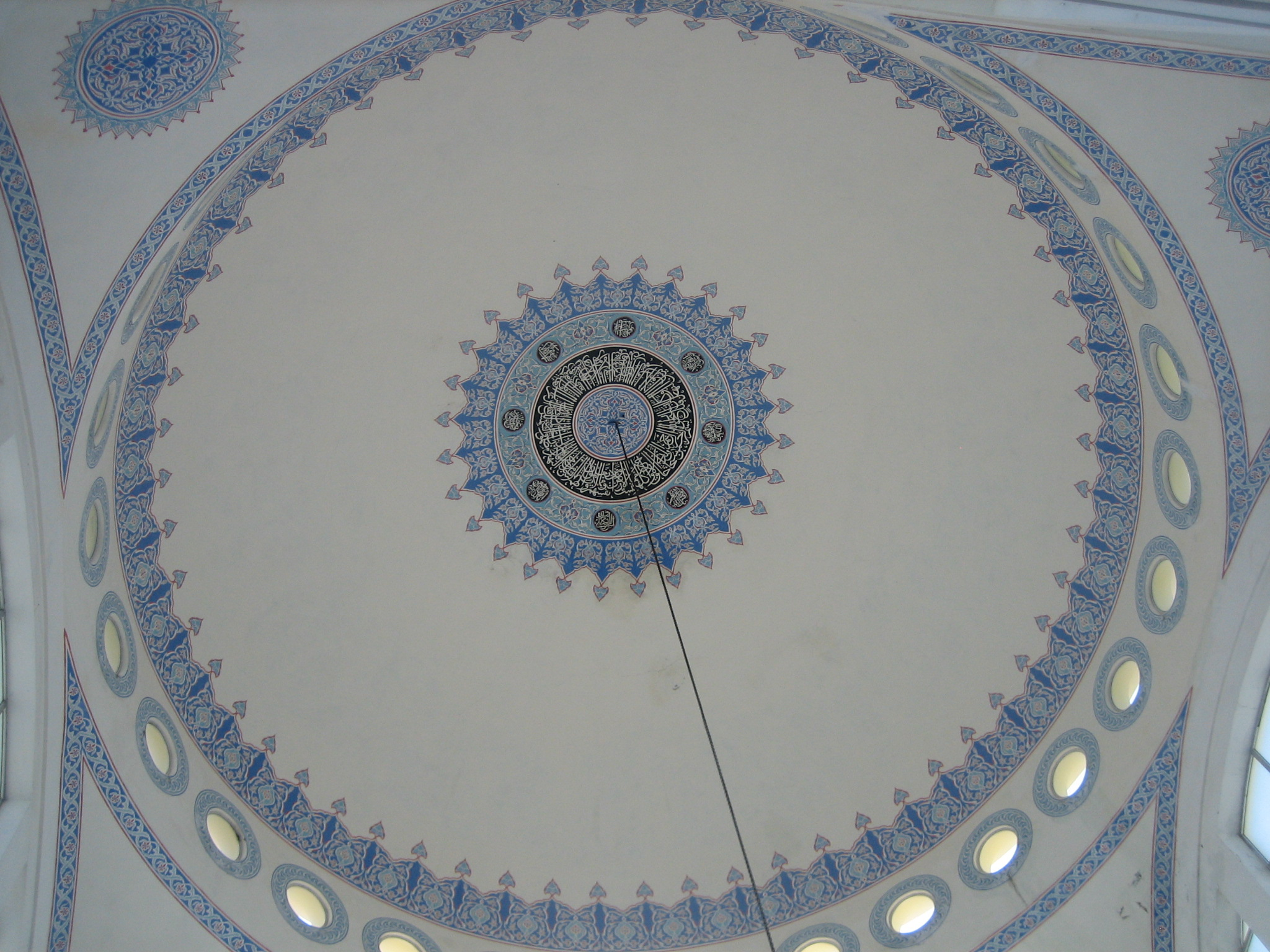
منظر داخلي للقبة
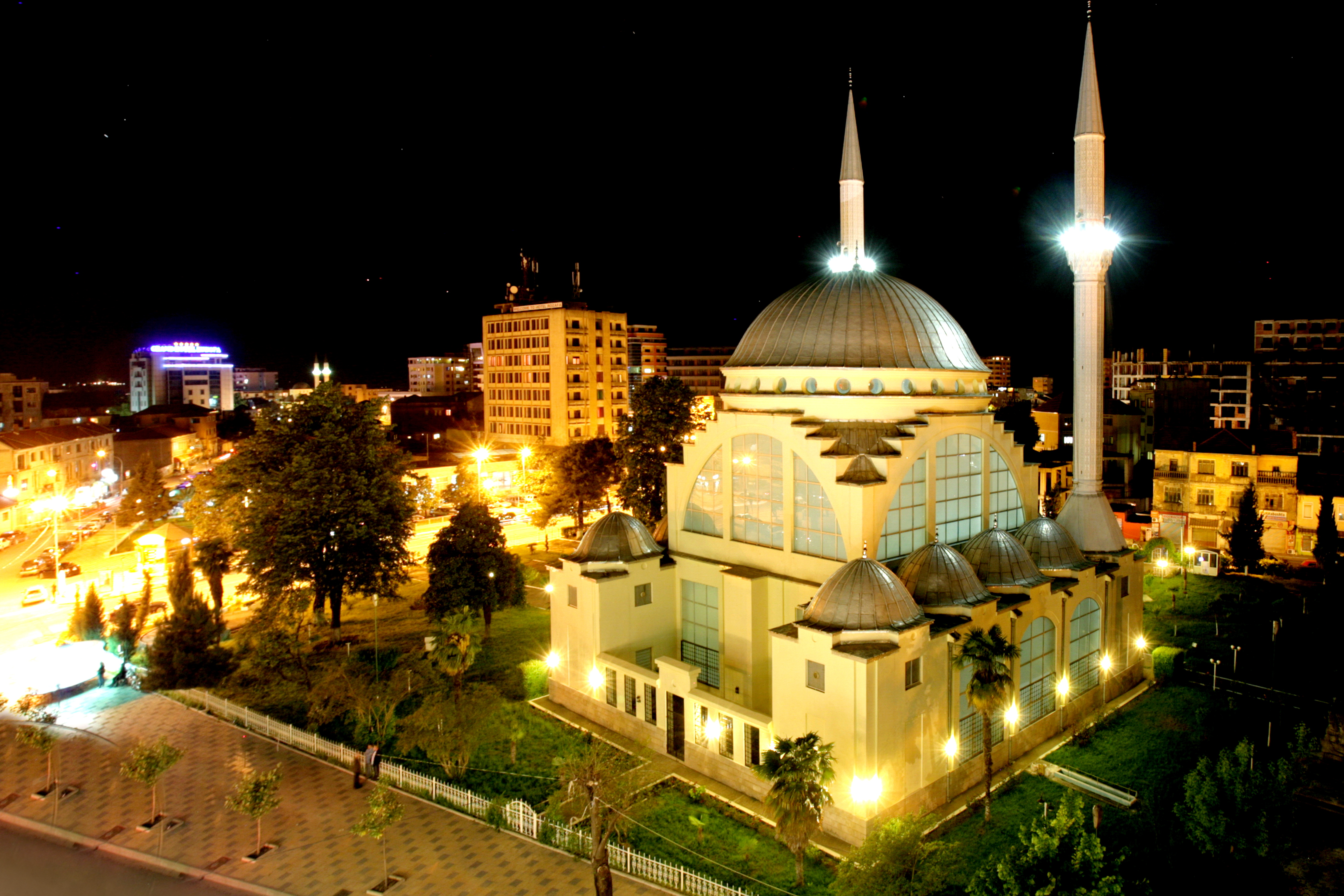
منظر ليلي
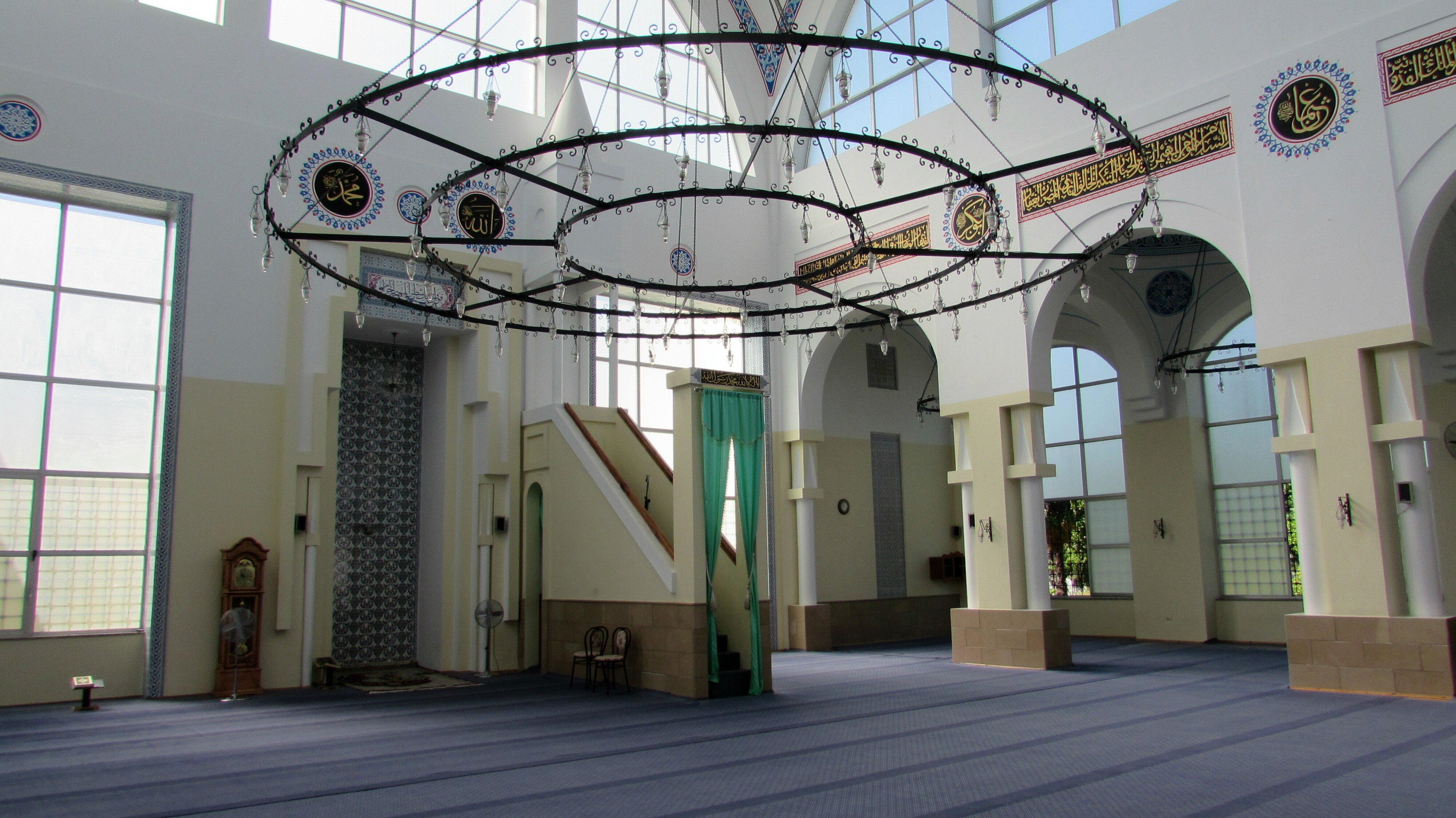
منظر داخلي للمسجد

## قراءة معمقة
- Anamali، Skënder؛ بريفتى، كريستاك (2002). هيستوريا إي بوبوليت شكيبتار: vëllimi i parë. تيرانا: توينا.(ردمك 9992716223)رقم ISBN 9992716223.[5]